# Анка (міфологія)

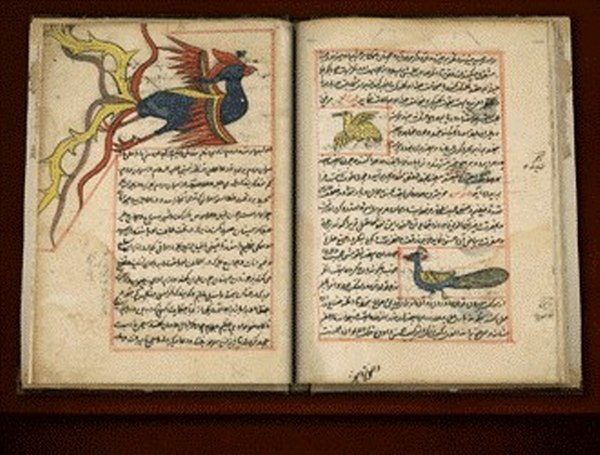
Анка в книзі Закарії аль-Казвін (1537)

Анка (араб. عنقاء) — персонаж мусульманської міфології, чудові птахи, створені Аллахом і ворожі людям. Вважається, що анка існують і донині, але їх чисельність настільки мала, що зустріти їх надзвичайно важко. Багато в чому схожі своїми властивостями з феніксом, що жив в аравійській пустелі.

## Асхаб ар-расс

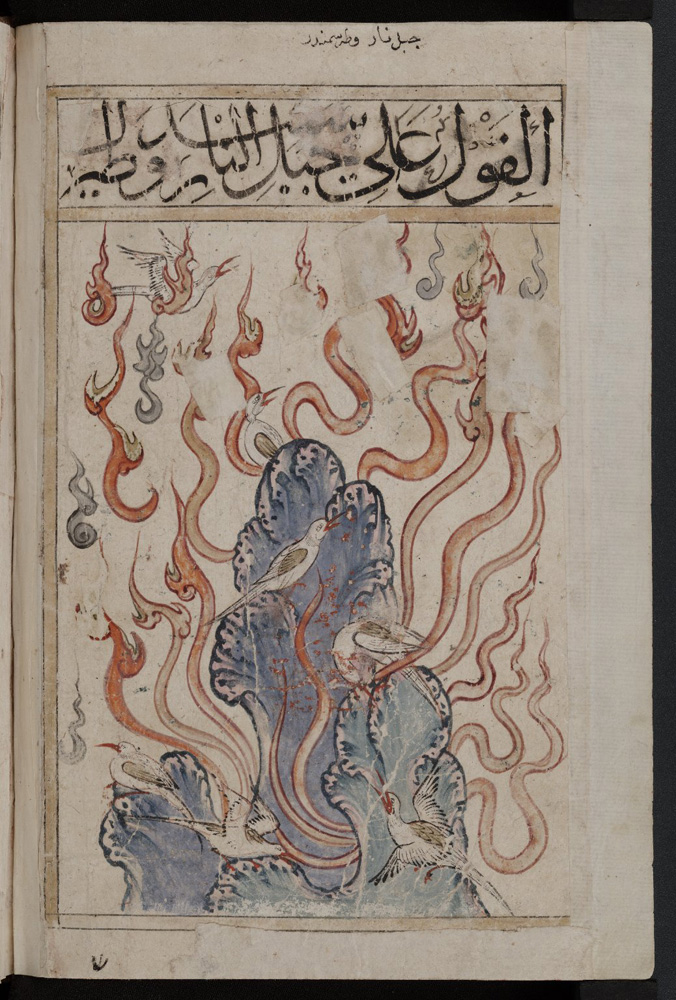
Ілюстрація до книги Кітаб аль-булхан (XV ст.)

Згідно з ісламськими переказами асхаб ар-Расс були нащадками раніше знищених самудян, жили біля криниці в ямах і страждали від нападів гігантських птахів — анка . Пророк Ханзала ібн Сафван благав Бога врятувати людей, і птахи зникли . Народ Ханзали не почули проповідей свого пророка, і навіть скинули його в колодязь. В покарання за гріхи, скоєні людьми, Аллах їх знищив. Існують припущення про те, що «люди колодязя» могли жити або в Ямамі, або в Азербайджані, або в Антакьї .